# Pawieł Winogradow (kosmonauta)
Paweł Władimirowicz Winogradow, ros. Павел Владимирович Виноградов (ur. 31 sierpnia 1953 w Magadanie, ZSRR) – rosyjski inżynier i kosmonauta.

## Wykształcenie i służba wojskowa
- 1971 – 1977 – był studentem Moskiewskiego Instytutu Lotnictwa. Po jego ukończeniu otrzymał tytuł magistra inżyniera mechanika.
- 1977 – 1983 – pozostał na uczelni i pracował w jednym z jego laboratoriów zajmujących się projektowaniem systemów dla pojazdów latających wielokrotnego użytku. Jednocześnie był nieetatowym pracownikiem naukowym w Instytucie Problemów Medyczno-Biologicznych, gdzie brał udział w doświadczeniach wykonywanych w ramach programu Buran.
- 1980 – w systemie zaocznym ukończył na Moskiewskim Instytucie Lotniczym kolejny wydział, tym razem o profilu informatycznym.
- sierpień 1983 – rozpoczął pracę w Zjednoczeniu Naukowo-Przemysłowym „Energia” (НПО „Энергия”) – dawnym Biurze Konstrukcyjnym S. Korolowa. Na różnych stanowiskach zajmował się opracowywaniem działań załóg statku kosmicznego Sojuz oraz wahadłowca Buran. Brał udział w przygotowaniach do startu statków kosmicznych: Sojuz-TM, Buran oraz rakiety Energia. Brał także udział w pracach nad węzłem cumowniczym Burana.
- 1985 – uczestniczył w przygotowaniach grupy kosmonautów – inżynierów pokładowych, którzy byli szkoleni w ramach programu Buran. Byli to: Walentin Lebiediew, Aleksandr Iwanczenkow, Giennadij Striekałow, Aleksandr Bałandin, Aleksandr Ławiejkin oraz Musa Manarow.

## Kariera kosmonauty
- 1981 – zanim rozpoczął pracę w ZNP „Energia” po raz pierwszy czynił starania aby zostać kosmonautą „Energii”. Pomimo że w 1983 przeszedł pomyślnie badania w Instytucie Problemów Medyczno-Biologicznych nie mógł zostać przyjęty, ponieważ nie był jeszcze pracownikiem tego zjednoczenia.
- 1984 – zdał niezbędne egzaminy, którym poddawani byli wszyscy inżynierowie biura konstrukcyjnego, którzy chcieli zostać kosmonautami, został jednak ponownie odrzucony. Tym razem nie posiadał 3-letniego stażu pracy w „Energii”.
- 1987 – 1988 – po raz trzeci jego starania nie zostały zwieńczone powodzeniem. Przeszedł komisję lekarską i zdał egzaminy, ale jego kandydatura nie znalazła uznania w kierownictwie firmy.
- 3 marca 1992 – czwarta próba przyniosła sukces i Winogradow został przyjęty do oddziału kosmonautów ZNP „Energia”.
- 1992 – luty 1995 – w Centrum Wyszkolenia Kosmonautów im. J. Gagarina przeszedł wstępne przygotowanie kosmonauty, później przeszedł przeszkolenia m.in. lotnicze, spadochronowe co zakończyło ogólny etap szkolenia. Po zdanych egzaminach przyznano mu kwalifikacje kosmonauty-badacza.
- luty 1995 – został inżynierem pokładowym drugiej załogi przygotowującej się do lotu o kryptonimie „Euromir 95” – 20 stałej załogowej wyprawy na stację kosmiczną Mir. Dowódcą załogi był Giennadij Manakow a Winogradow wszedł na miejsce odsuniętego od przygotowań Siergieja Trieszczowa. Od kwietnia 1995 do załogi dołączył astronauta ESA obywatel szwedzki Arne Christer Fuglesang.
- 1995 – 1996 – był w pierwszej rosyjsko-francuskiej załodze statku kosmicznego Sojuz TM-24 (22 stała misja na stację kosmiczną Mir) mającego wypełnić misję o kryptonimie „Cassiopée”. Do lotu przygotowywał się razem z Giennadijem Manakowem oraz astronautką z Francji Claudie André-Deshays (obecnie Claudie Haigneré). W sierpniu 1996 zachorował Manakow i pierwsza załoga została przeformowana. Do dołączyli Walerij Korzun oraz Aleksandr Kaleri.
- 1996 – 1997 – przygotowywał się do lotu w charakterze inżyniera pokładowego w ramach podstawowej stałej załogi stacji kosmicznej Mir. Początkowo w załodze z Jurijem Gidzienką a później z Anatolijem Sołowjowem.
- 5 sierpnia 1997 – 19 lutego 1998 – uczestniczył w locie kosmicznym statku Sojuz TM-26 w ramach 24 stałej załogi stacji Mir (ЭО-24).
- lipiec 1997 – Państwowa Komisja Międzyresortowa (ГМВК) wyznaczyła Winogradowa i Walerija Korzuna do składu dublerów trzeciej stałej załogi Międzynarodowej Stacji Kosmicznej (ISS-3). W lutym 1998 skład ten zatwierdzono i jednocześnie obu kosmonautów wyznaczono do lotu w piątej stałej załodze stacji (ISS-5). W lutym 1999 Winogradowa wyznaczono do załogi, która miała lecieć na stację Mir. W jego miejsce włączona została do załogi Nadieżda Kużelnaja.
- 3 kwietnia 1999 kolegium Rosyjskiej Agencji Kosmicznej wyłączyło Winogradowa z załóg przygotowujących się do lotu na Międzynarodową Stację Kosmiczną i wyznaczyło go do funkcji inżyniera pokładowego z załodze dublerów 28 podstawowej załogi stacji Mir (ЭО-28) oraz do tej samej funkcji w pierwszym składzie 29 podstawowej załogi Mira (ЭО-29). W obu przypadkach dowódcą został wyznaczony Saliżan Szaripow. W grudniu 2000 roku Państwowa Komisja Międzyresortowa zmieniła plan prac na stacji Mir i załogę wycofano z przygotowań.
- 11 stycznia 2001 – Winogradow i Szaripow zostali wyznaczeni przez tę samą komisję do załogi dublerów do lotu na stację Mir na wypadek wystąpienia sytuacji awaryjnej (załoga ratunkowa).
- listopad 2002 – powrócił do przygotowań do lotu na ISS w charakterze dowódcy dublerów piątej załogi odwiedzającej (ЭП5). Później miał być dowódcą szóstej takiej załogi (ЭП6). W styczniu 2003 został przez lekarzy czasowo odsunięty od przygotowań i skierowany na badania do Instytutu Problemów Medyczno-Biologicznych. Dlatego też w obu załogach zastąpił go inny kosmonauta.

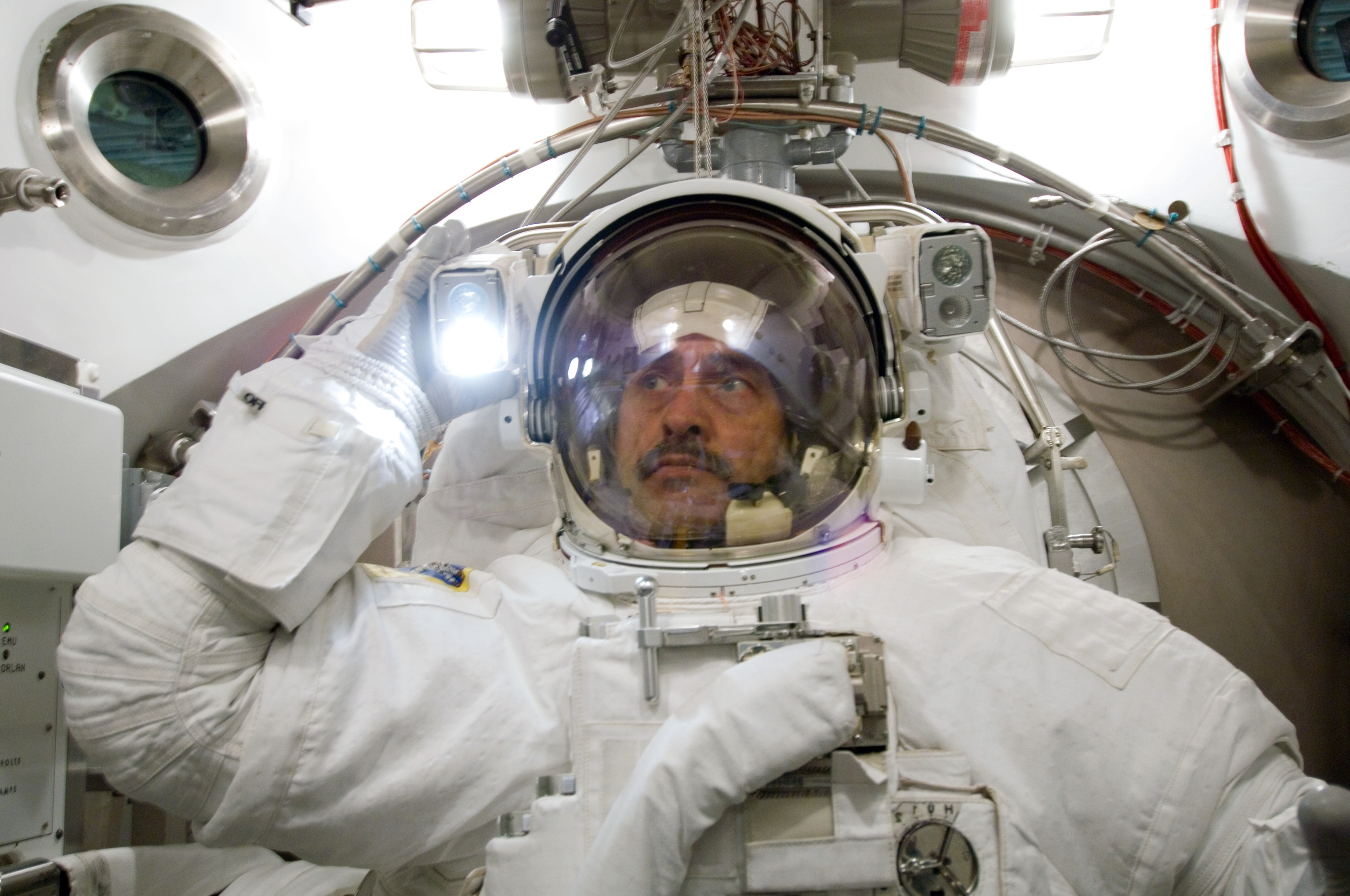
P. Winogradow w kombinezonie EMU podczas przygotowań do lotu Sojuza TMA-8.

- 6 lutego 2003 – został mianowany dowódcą oddziału kosmonautów Rosyjskiej Korporacji Kosmicznej „Energia” (РКК „Энергия”). Zachował przy tym stanowisko instruktora-kosmonauty-badacza.
- 8 stycznia 2004 – międzynarodowa komisja ds. wyboru załóg dla Międzynarodowej Stacji Kosmicznej włączyła Pawła Winogradowa do składu 13 podstawowej załogi stacji (ISS-13). Zastąpił w niej Jurija Onufrijenkę. W składzie załogi szkolili się wówczas także amerykański astronauta Daniel Tani oraz Dmitrij Kondratjew. Do momentu oficjalnego zatwierdzenia załogi zaszły w niej kolejne zmiany i ostatecznie na pokładzie statku kosmicznego Sojuz TMA-8 obok Pawła Winogradowa znajdzie się również Jeffrey Williams oraz pierwszy astronauta z Brazylii Marcos Pontes.

30 marca 2006 wystartował w kosmos na pokładzie statku Sojuz TMA-8.

## Loty załogowe
- Sojuz TM-26

5 sierpnia 1997 z kosmodromu Bajkonur wystartował w kierunku stacji kosmicznej Mir statek kosmiczny Sojuz TM-26. Załogę stanowili kosmonauci: Anatolij Sołowjow – dowódca misji oraz Paweł Winogradow – inżynier pokładowy. Była to 24 stała załoga stacji Mir. Statek Sojuz połączył się z Mirem dwa dni później – 7 sierpnia 1997. Podstawowym zadaniem jakie stało przed załogą było naprawienie poważnych uszkodzeń stacji. Kosmonauci naprawili zasilanie oraz właz uszkodzonego przez statek towarowy Progress modułu Spiektr. Poza tym wymienili generatory powietrza.
Winogradow aż pięć razy wychodził w otwartą przestrzeń kosmiczną spędzając tam łącznie ponad 25 godzin. W czasie tych operacji obaj kosmonauci próbowali naprawić poszycie uszkodzonego modułu. Pomimo wielu prób nie udało im się zlokalizować miejsc, w których został rozszczelniony kadłub.
31 stycznia 1998 do stacji przyłączył Sojuz TM-27. Na jego pokładzie znajdowała się 25 stała załoga Mira – Tałgat Musabajew oraz Nikołaj Budarin. Towarzyszył im astronauta z Francji Léopold Eyharts, który powrócił na Ziemię 19 lutego 1998 razem z Sołowjowem i Winogradowem. Kapsuła z kosmonautami wylądowała około 30 km od miejscowości Arkałyk w Kazachstanie.

## Odznaczenia i nagrody
- Medal Złota Gwiazda Bohatera Federacji Rosyjskiej (1998)
- Lotnik-Kosmonauta Federacji Rosyjskiej
- Order „Za zasługi dla Ojczyzny” IV klasy
- Order Męstwa
- Medal „Za zasługi w podboju kosmosu” (2011)[1]
- NASA Space Flight Medal (Stany Zjednoczone, 1998)
- Universal Astronaut Insignia za lot orbitalny (nr 360) – Stowarzyszenie Uczestników Lotów Kosmicznych (Association of Space Explorers(inne języki))[2]

## Wykaz lotów
| Loty kosmiczne, w których uczestniczył Paweł W. Winogradow               | Loty kosmiczne, w których uczestniczył Paweł W. Winogradow | Loty kosmiczne, w których uczestniczył Paweł W. Winogradow | Loty kosmiczne, w których uczestniczył Paweł W. Winogradow | Loty kosmiczne, w których uczestniczył Paweł W. Winogradow | Loty kosmiczne, w których uczestniczył Paweł W. Winogradow | Loty kosmiczne, w których uczestniczył Paweł W. Winogradow |
| №                                                                        | Data startu                                                | Statek kosmiczny                                           | Data lądowania                                             | Statek kosmiczny                                           | Funkcja                                                    | Czas trwania                                               |
| ------------------------------------------------------------------------ | ---------------------------------------------------------- | ---------------------------------------------------------- | ---------------------------------------------------------- | ---------------------------------------------------------- | ---------------------------------------------------------- | ---------------------------------------------------------- |
| 1                                                                        | 05.08.1997                                                 | Sojuz TM 26                                                | 19.02.1998                                                 | Sojuz TM-26                                                | inżynier pokładowy                                         | 197 dni 17 godzin 33 minuty i 36 sekund.                   |
| 2                                                                        | 30.03.2006                                                 | Sojuz TMA-8                                                | 29.09. 2006                                                | Sojuz TMA-8                                                | Dowódca Sojuza TMA-8.                                      | 182 dni 22 godziny 43 minuty i 17 sekund.                  |
| Łączny czas spędzony w kosmosie – 380 dni 16 godzin 16 minut i 53 sekund |                                                            |                                                            |                                                            |                                                            |                                                            |                                                            |